# Medizinball

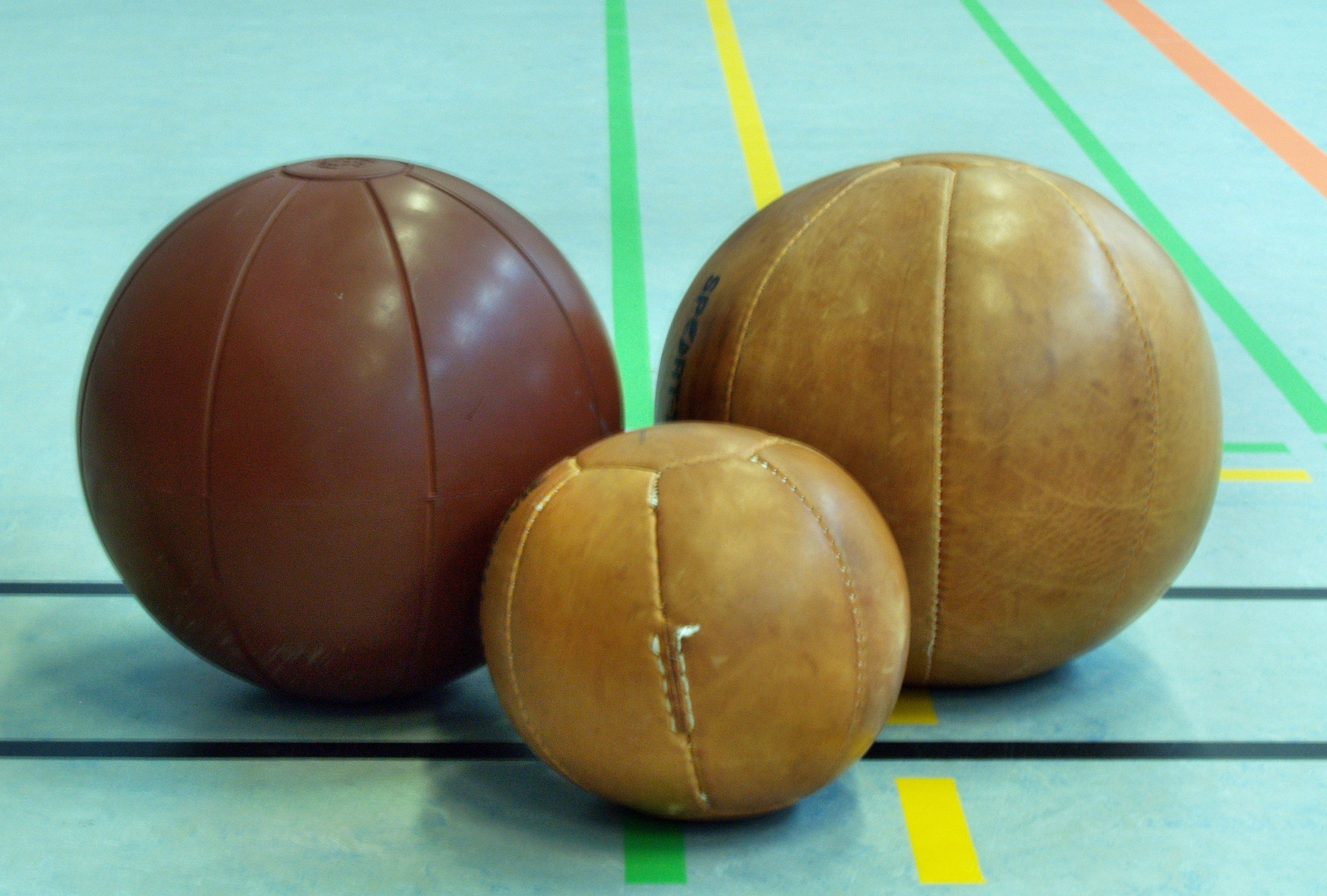
Medizinbälle

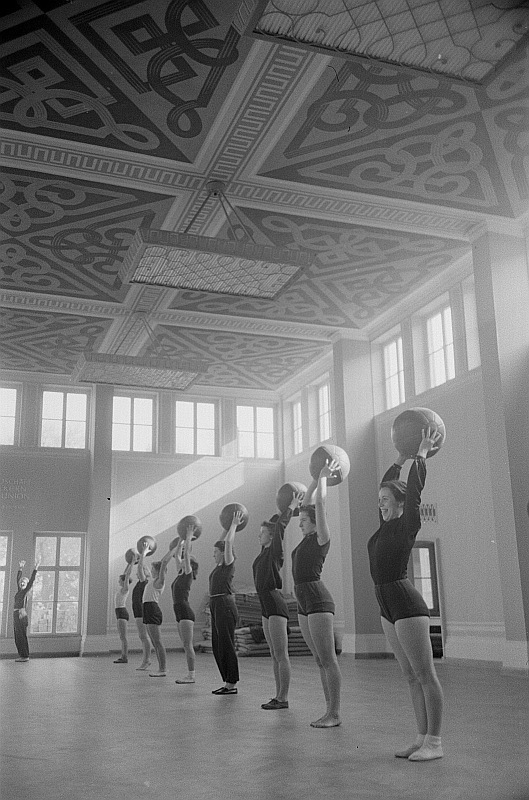
Sportlerinnen bei einer Übung mit Medizinbällen in der Deutschen Hochschule für Körperkultur in Leipzig, 1953

Ein Medizinball ist ein zwischen 0,8 und 10 Kilogramm schwerer Ball aus dickem Leder oder Gummimaterial.
Im Allgemeinen hat der Medizinball einen Durchmesser von 30 bis 35 Zentimetern und ein Gewicht zwischen einem und fünf Kilogramm, obwohl es auch deutlich schwerere und auch etwas leichtere Exemplare gibt. Er ist als Vollball angelegt, das heißt, er wird nicht wie viele andere Bälle mit Luft aufgepumpt.
Die Bezeichnung „Medizinball“ kommt aus den Vereinigten Staaten, wo diese Art Bälle zuerst als „Medizin für den Körper“ Verwendung fanden, da beim Werfen und Fangen nahezu die gesamte Muskulatur gekräftigt wird. Die Erfindung wird William Muldoon (1853–1933) zugeschrieben, einem Polizisten aus New York City, der unter dem Namen Iron Duke an Box- und Ringturnieren teilnahm. Bald fand der Ball auch Eingang als Sportgerät in die Gymnastik. Der Medizinball ist mit Wildhaaren oder Korkgranulat gefüllt. „Ein hochwertiger Medizinball hat Rentierhaare im Bauch.“
Der Freikörperkultur-Pionier und Sportschriftsteller Hans Surén soll 1917 aus britischer Kriegsgefangenschaft den ersten Medizinball nach Deutschland gebracht haben. Carl Diem behauptete, den Medizinball 1913 in den USA und dann in Deutschland eingeführt zu haben.

## Medizinballwurf
Beim Deutschen Sportabzeichen für Erwachsene ist der Medizinballwurf eine Disziplin in der Gruppe Kraft. Dabei wird in allen Altersklassen und geschlechtsübergreifend immer mit einem 2 Kilogramm schweren Medizinball geworfen. Der Medizinballwurf erfolgt aus dem Stand, ohne Anlauf oder Drehung. Der Abwurf muss mit beiden Händen über Kopf oder seitlich erfolgen (ein Rückwärtswurf ist nicht erlaubt).

## Trivia
Felix Magath ist berühmt für sein hartes Training mit Medizinbällen, das ihm zu seinem Spitznamen Quälix verhalf.